# Dobro (Kalisz)
Dobro – osiedle usytuowane w zachodniej części Kalisza, administrowane przez radę osiedla z siedzibą przy ul. Biskupickiej 21. Główne trakty przebiegające przez osiedle to ulice Dobrzecka i Korczak.
Dobro obejmuje częściowo numeracje ulic: Biskupickiej, Dobrzeckiej, Korczak, Poznańskiej i Walentego Stanczukowskiego oraz całkowicie ulice: Północną, Słoneczną i Wiejską.
Na terenie osiedla funkcjonuje Ochotnicza Straż Pożarna Dobrzec.